# ニワオニグモ
ニワオニグモ(Araneus diadematus)は、コガネグモ科のクモである。ヨーロッパ原産で、北アメリカにも移入している。英名では、European garden spider、Diadem spider、Orangie、Cross spider、Crowned orb weaver等と呼ばれる。また、Pumpkin spiderとも呼ばれるが、この名前は、別種のキバナオニグモにも用いられる。

## 生息域
生息域は全北区で、ヨーロッパ全域、および北アメリカ（カナダ南部からメキシコ、ブリティッシュコロンビア州からニューファンドランド島）に分布する。

## 大きさと模様

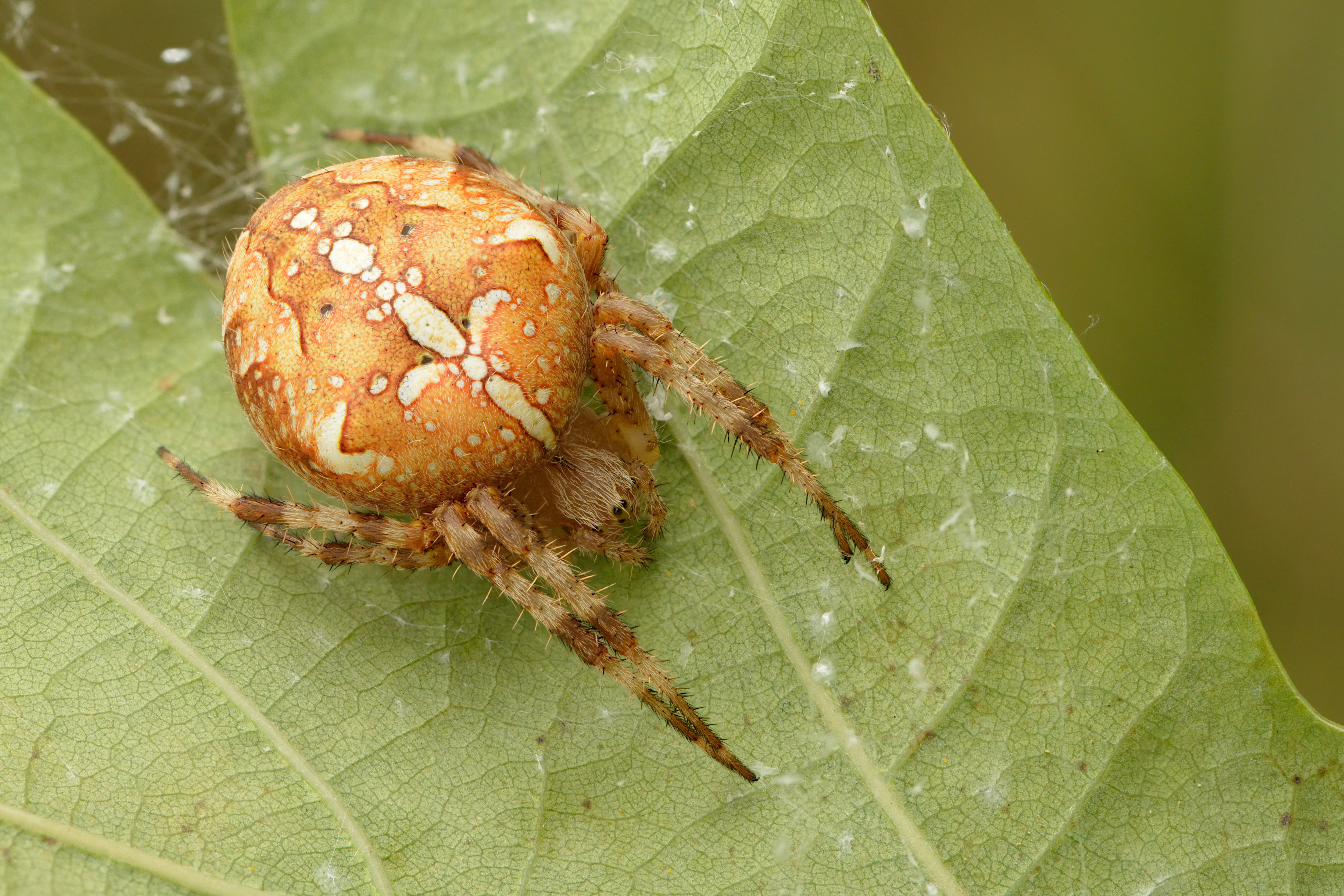
橙茶色のメス

個々の個体の色は、非常に明るい黄色から非常に濃い灰色まで様々であるが、全て、背側腹部全体に白色の斑模様と4つ以上の区画に分かれる十字模様がある。この白色の模様は、タンパク質代謝の副産物であるグアニンで満たされた細胞で形成されている。
メスの成虫は体長6.5-20mm、オスの成虫は体長5.5-13mmである。交尾の直後、メスがオスを食べることがある（ギャラリー内の動画も参照）。

## 特徴
コガネグモ科の脚は、円網を紡ぐのに特化している。この網は、より大きなメスが作る。クモは、網の中央に頭をかけるか、近くの葉に隠れて、獲物が網にひっかかって信号線を揺らすのを待つ。獲物が網にかかるとすぐに噛みつき、後で食べられるために糸で包んで保存する。
網で捕えた他の種を獲物として食べるだけではなく、交尾の前、最中、直後には、共食いすることもある。その場合、その大きさ、交尾の経験、空腹の度合い等に応じて、攻撃する。
ニワゴケグモは基本的には隠れて生活し、追い詰められた場合や挑発された場合にのみ人間を噛むことがある。潜在的な捕食者が混乱すると想定されるまで、網を急速に揺らして撹乱する。
、

## ギャラリー

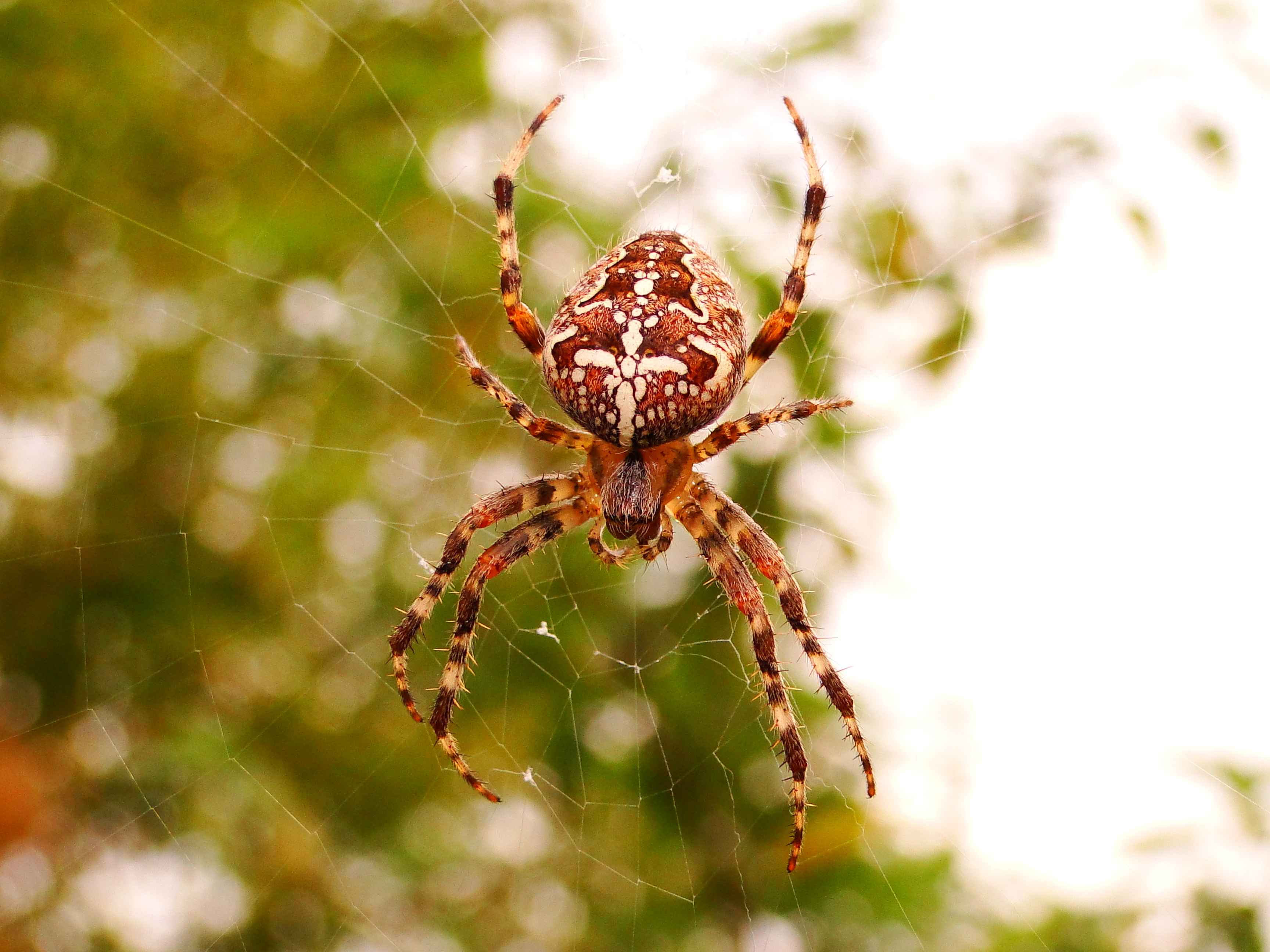
網上のクモの腹部の模様
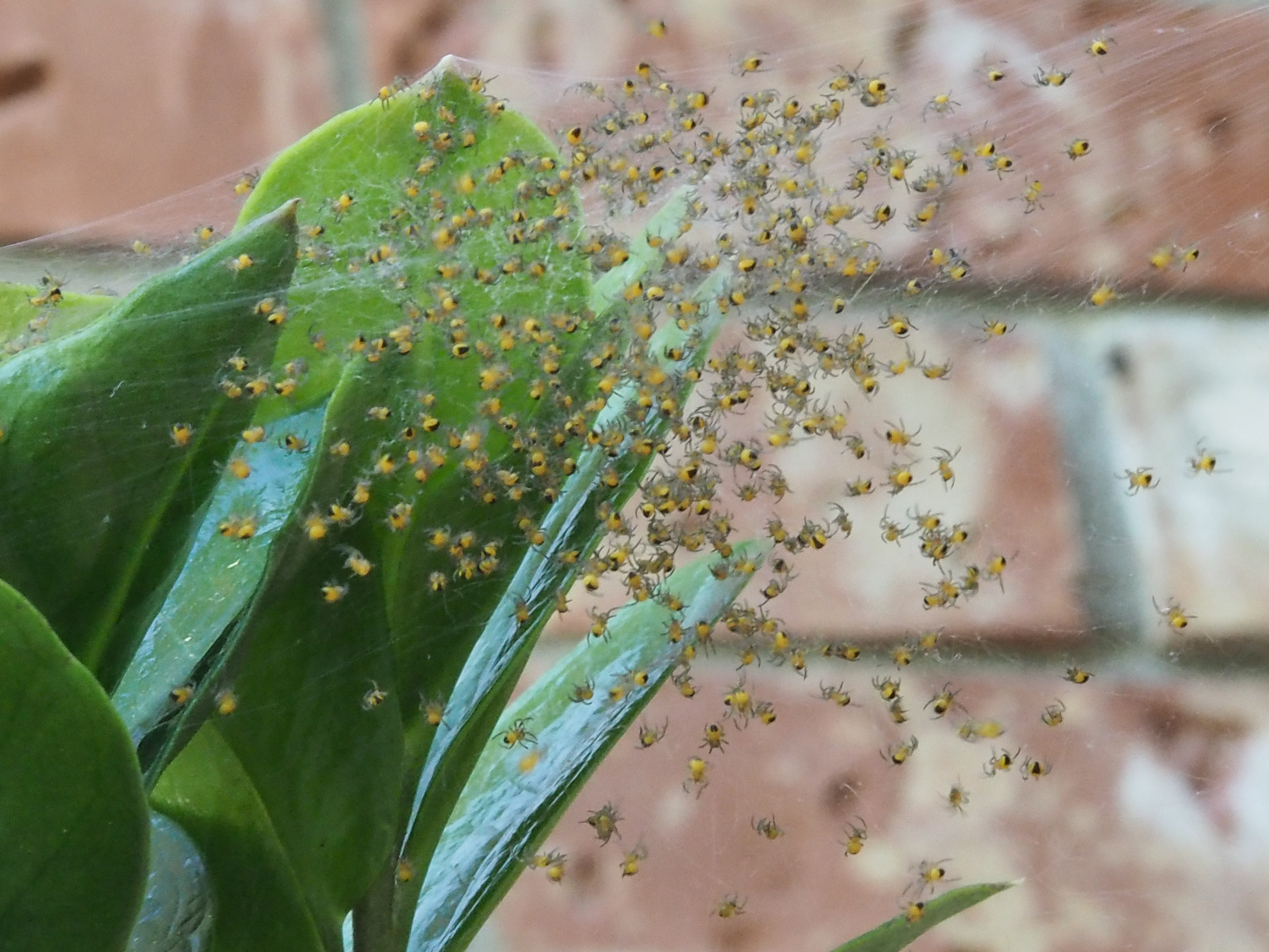
円網上の子グモ
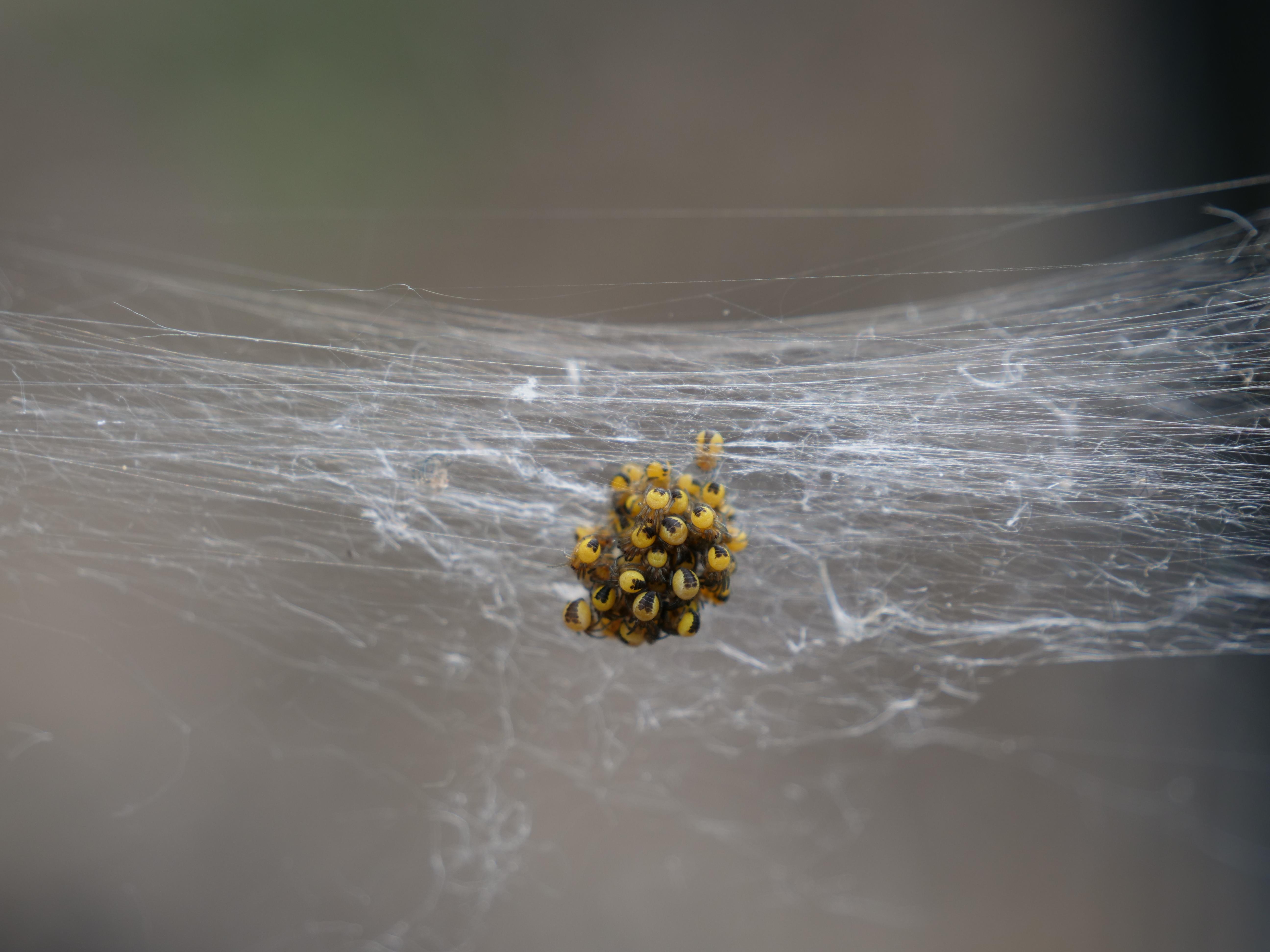
子グモの塊
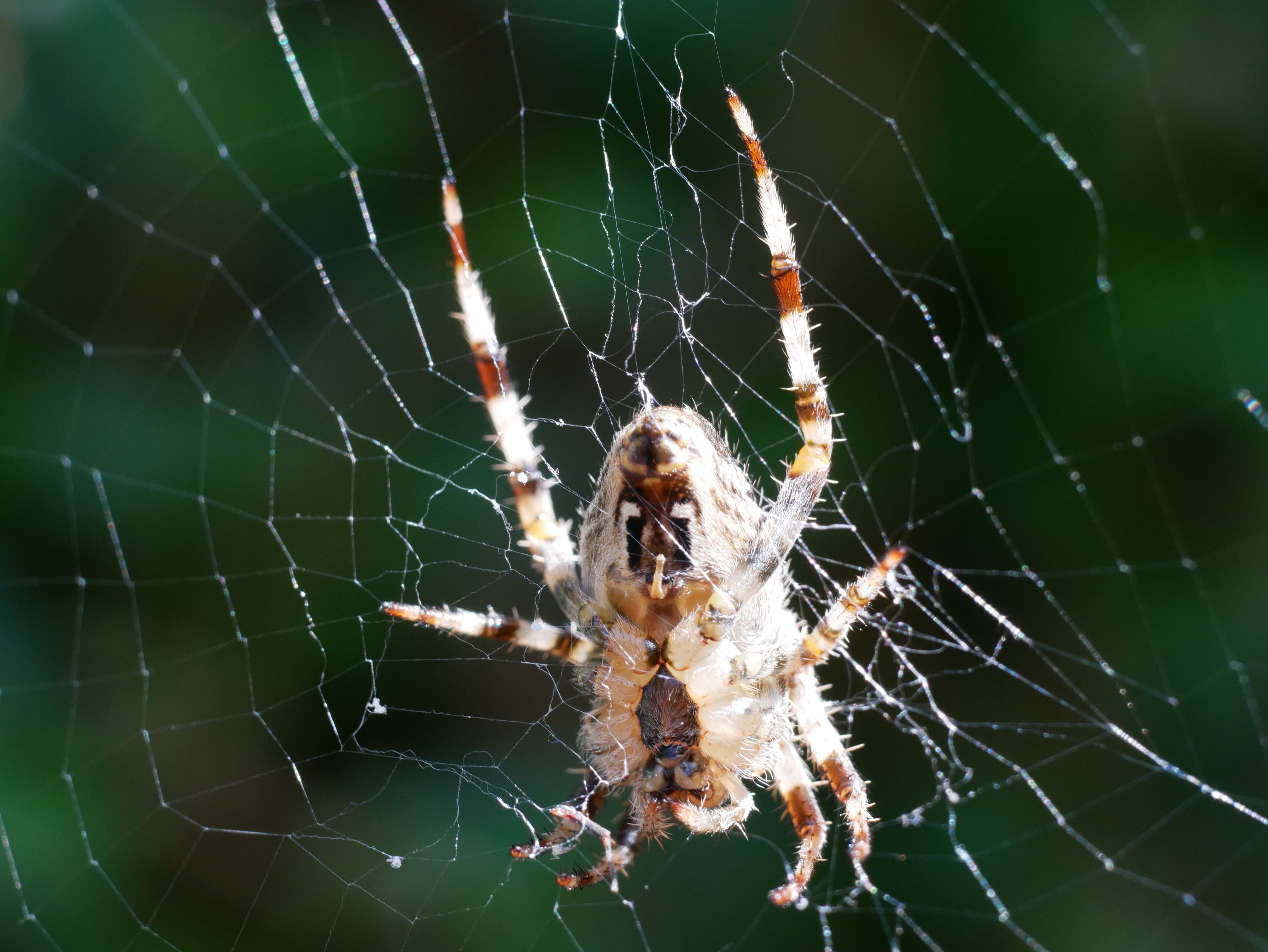
メスの腹部の模様
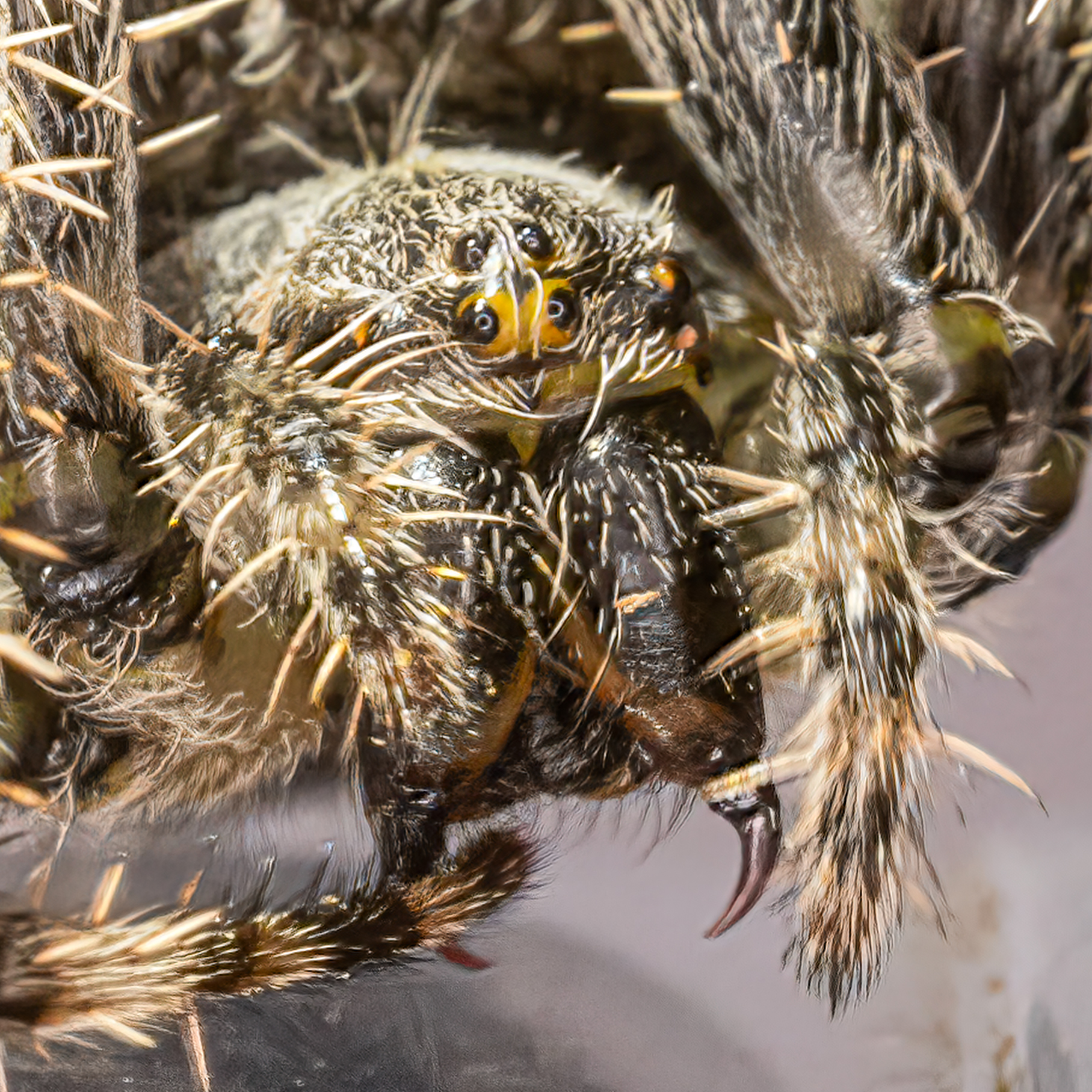
メスの頭部
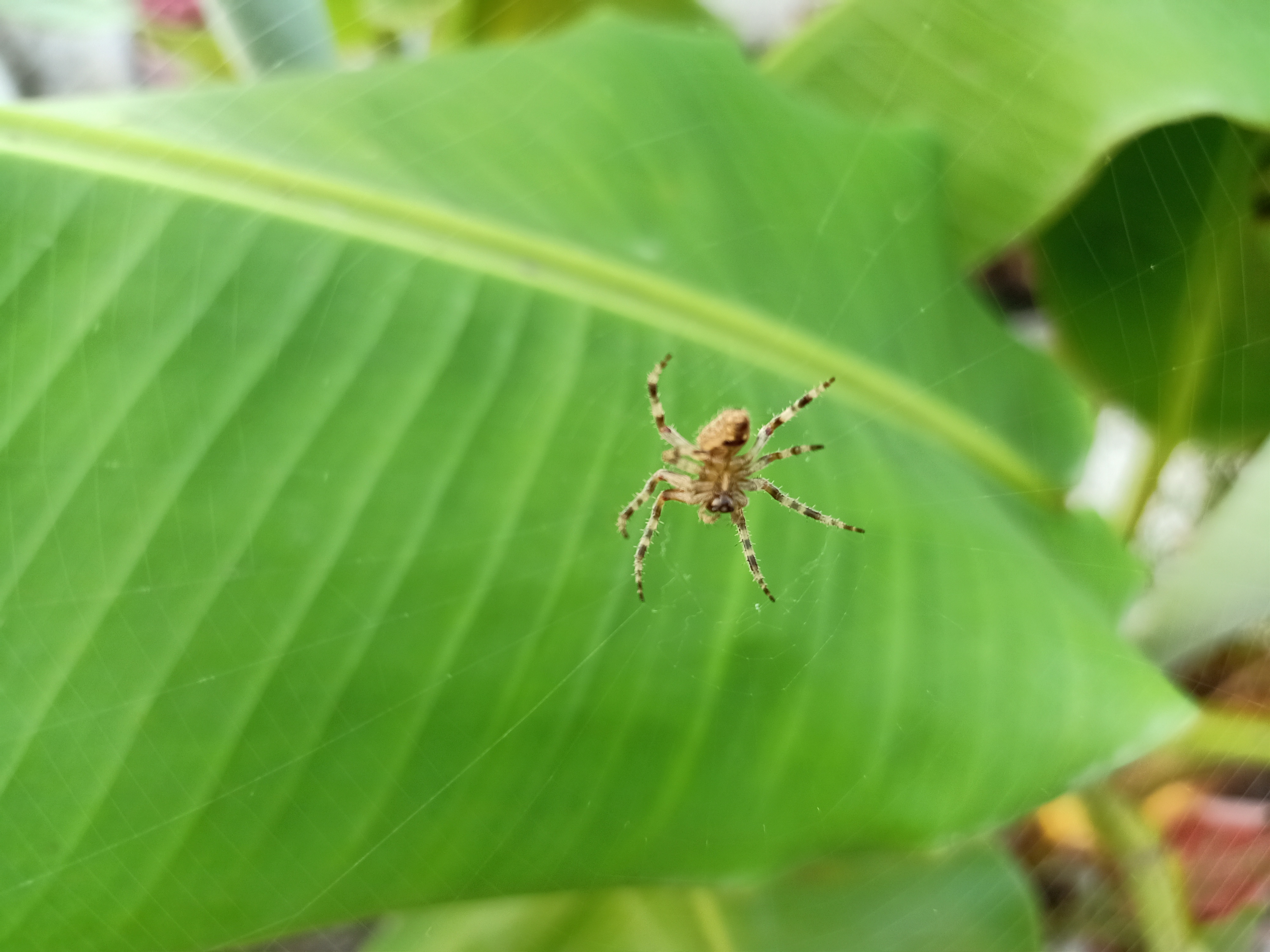
バナナの葉の上
- 交尾中のオスは、メスに捕食される（動画、1分38秒）